# 佐藤誠実
佐藤 誠実（さとう じょうじつ/のぶざね、1839年12月28日（天保10年11月23日）- 1908年（明治41年）3月31日）は、幕末から明治時代の国学者である。幼名は造酒、号は黙齋。

## 経歴・人物
江戸の浅草（東京市浅草区北清島町、現在の台東区）の浄土真宗大谷派正行寺にて生まれる。幼年期より同寺院の住職となった。後に和漢の学問について学び始め、漢学を安積艮斎に、国学を黒川春村から学んだ。
明治維新により1872年（明治5年）に文部省（現在の文部科学省）に入省し、後に帝国議会の前身である元老院で勤め始めた。1880年（明治13年）には廣池千九郎らと共に『古事類苑』全355冊の編纂に携わる。1883年に東京大学（1886年に帝国大学令によって東京帝国大学となる）御用掛兼務を命ぜられ古典科講師嘱託として教鞭を執った。1891年に東京音楽学校教授に任じられたが、1895年に『古事類苑』の事業が神宮司庁に継承され編纂長となることを請われたことで、音楽学校教授の職を辞し古事類苑編纂長となり、元老院生への編纂の指導に携わった。
1899年（明治32年）には文学博士に認定された。後にこの百科事典（正しくは類書というべき）を、1906年（明治40年）10月に完成させた。

## 著書

### 単著
- 『日本教育史』 - 師範学校の教科書として作成された[6]。全2巻からなる。
  - 『日本教育史 修訂 巻上』十一組出版部、1943年。
  - 『日本教育史 修訂 巻下』十一組出版部、1943年。
- 瀧川政次郎 編『佐藤誠実博士律令格式論集』汲古書院、1991年。ISBN 9784762924323。
- 『語学指南 巻1』佐藤誠実、1879年。
- 『語学指南 巻2』佐藤誠実、1879年。
- 『語学指南 巻3』佐藤誠実、1879年。
- 『語学指南 巻4』佐藤誠実、1879年。

### 論文、雑誌
- 「訓点之誤」『大八州学会雑誌』第61巻、1891年、20 - 26頁。
- 「慥字考」『大八州学会雑誌』第146巻、1891年、26 - 31頁。
- 「慥字考補正」『大八州学会雑誌』第151巻、1891年、18 - 21頁。
- 「五十音考」『東京茗渓会雑誌』第101巻、東京茗渓会事務所、1891年、11 - 18頁。
  - 「五十音考」『大八州雑誌』第74巻、大八州館、1892年、19 - 28頁。
- 「いろは考」『大八州雑誌』第76巻、大八州館、1892年、1 - 6頁。
- 「后宮表」『國學院雑誌』第5巻第4号、1899年、59 - 79頁。
  - 国学院 編『后宮表』大日本図書〈国史論纂〉、1903年、207 - 231頁。
- 「続日本紀を上る表の約解」『國學院雜誌』第5巻第9号、1899年、35 - 43頁。
- 「続日本紀を上る表の約解（承前）」『國學院雜誌』第5巻第10号、1899年、23 - 30頁。
- 「続日本紀を上る表の約解（承前）」『國學院雜誌』第5巻第11号、1899年、54 - 62頁。
- 「続日本紀を上る表の約解（承前・完）」『國學院雜誌』第5巻第12号、1899年、29 - 37頁。
- 「律令考」『國學院雜誌』第5巻第13号、1899年、1 - 11頁。
- 「律令考（承前）」『國學院雜誌』第5巻第14号、1899年、14 - 24頁。
- 「律令考（承前）」『國學院雜誌』第6巻第1号、1900年、40 - 51頁。
- 「律令考（承前）」『國學院雜誌』第6巻第2号、1900年、1 - 13頁。
- 「律令考（承前、完結）」『國學院雜誌』第6巻第3号、1900年、1 - 6頁。
  - 「律令考」『國學院雑誌』第68巻第8号、1967年、8 -38頁。
- 「文武天皇即位前紀約解」『國學院雜誌』第6巻第6号、1900年、63 - 72頁。
- 「官曹事類考、天長格抄考」『國學院雜誌』第6巻第7号、1900年、65 - 68頁。
- 「弘仁格式序約解」『國學院雑誌』第6巻第10号、1900年、25 - 36頁。
- 「弘仁格式序約解（承前、完結）」『國學院雑誌』第6巻第11号、1900年、35 - 48頁。
- 「貞觀格序約解」『國學院雑誌』第6巻第12号、1900年、21 - 27頁。
- 「貞観格序約解（承前、完）」『國學院雑誌』第7巻第1号、1901年、47 - 56頁。
- 「延喜格序約解」『國學院雑誌』第7巻第2号、1901年、27 - 33頁。
- 「延喜格序約解（承前、完）」『國學院雑誌』第7巻第3号、1901年、37 - 45頁。
- 「紀長谷雄」『史学雑誌』第12巻第4号、1901年。
- 「貞観式序約解」『國學院雑誌』第9巻第7号、1903年、付録 1 - 8。
- 「貞観式表約解」『國學院雑誌』第9巻第8号、1903年、付録 1 -。
- 「上延喜格式表約解」『國學院雑誌』第9巻第10号、1903年、1 -。
- 「上延喜格式表約解（終）、延喜式序約解」『國學院雑誌』第9巻第11号、1903年。
- 「延喜式序約解」『國學院雑誌』第9巻第11号、1903年、付録 11 -。
- 「延喜式序 解」『國學院雑誌』第10巻第1号、1903年、付録   - 17。
- 「延喜式序約解余論」『國學院雑誌』第10巻第4号、1904年、1 - 11頁。
- 「韓国名義考」『國學院雑誌』第14巻第1号、1908年、4 - 10頁。
- 「韓国名義考（二）」『國學院雑誌』第14巻第2号、1908年、12 - 25頁。
- 「字躰考[7]」『如蘭社話』第11号、1915年。
- 「字躰考 後編[7]」『如蘭社話』第12号、1915年。
- 字音考[7]
- 史学会（編）「白鳳・朱雀并法興元考」『史学雑誌』第11巻第11号、史学会、1992年。
- 「假名新説」。
- 「外交國号考」。
- 「國名名義考」。